# Luca Brasi
Luca Brasi – postać fikcyjna z serii Ojciec chrzestny.
Luca był wierny donowi Vito Corleone, był członkiem rodziny. Spełniał funkcję człowieka do zadań specjalnych, egzekutora rodziny Corleone. Wykazał się dokonując egzekucji na ludziach Ala Capone, którzy przyjechali z Chicago by pomóc jednemu z wrogów dona Vito. Luca wziął ich na nowojorskim dworcu do swego samochodu, zawiózł w odludne miejsce, następnie związał i zakneblował. Rozpoczął egzekucję za pomocą siekiery, odrąbując jednemu z ludzi Capone’a ręce i nogi. Drugi, przerażony tym widokiem zmarł, dławiąc się kneblem. Wiele osób uważa, iż nie należał do rodziny, ponieważ na tak wysokiej funkcji nie miał własnego regime. Jako przyjaciel pomagał Vitowi załatwiać brudną robotę. W Nowym Jorku znany był jako najgroźniejszy z wszystkich mafiosów. Tom Hagen nie chciał wyjawić Michaelowi Corleone jednej z historii o Luce, gdyż nie był jeszcze na tyle dojrzały. Gdy Michael zapytał go kiedy będzie na tyle dojrzały, ten odpowiedział: „Gdy będziesz miał 100 lat”. Jednak Michael dowiedział się treści tej historii od kobiety na Sycylii, byłej położnej, która odbierała poród dziecka Luki. Okazało się, iż gdy kochanka Luki urodziła mu syna, ten kazał położnej wrzucić go do płomieni. Opierała się, ale Luca zmusił ją do tego. Później, gdy kobieta nie była w stanie wykonywać swego zawodu, opowiedziała wszystko żonie dona Vito. Corleone pomógł tej kobiecie, załatwił jej pracę jako gospodyni u dona Tommasino na Sycylii, gdyż chciała być jak najdalej od Luki. Zajął się też Lucą, od tamtej pory rozpoczęła się ich współpraca. Inną historią o Luce jest opowieść jak nakłonił byłego szefa Johnny’ego Fontane do zerwania kontraktu. Gdy szef odmówił uczciwego zerwania umowy, Vito powrócił do niego, a Luca przyłożył mu broń do głowy. Vito zapowiedział, iż na umowie o zerwaniu kontraktu „znajdzie się albo jego podpis, albo mózg”. Luca był tak groźny, iż nawet sam Don bał się z nim widywać. Jako zabójca był szczególnie skuteczny, gdyż zawsze działał w pojedynkę, co utrudniało, a nawet wręcz uniemożliwiało policji wykrycie sprawcy morderstwa. Wśród wielu innych przysług oddanych rodzinie, wyróżnia się wybicie wszystkich członków irlandzkiego gangu złodziei. Gangsterzy ci byli tak groźni, że udało im się nawet ranić samego Dona. Luca sam jeden wyszukał i pozabijał ich wszystkich. Jedynym człowiekiem szanowanym przez Lucę był don Vito, jedyna rzecz jakiej się obawiał to utrata zaufania dona. Aby wykazać swą lojalność, podczas ślubu Connie wręczył prezent i złożył życzenia nie państwu młodym, lecz donowi. Było to dziwne zachowanie, ale don Vito je rozumiał i respektował.
W czasie wojny z Sollozzem Vito poprosił Lucę, by ten udał, że zdradził rodzinę. Luca wypełnił rozkaz i zjawił się u Virgila Sollozzy oraz Bruna Tattagli. Zaofiarował swoje usługi za 50 tysięcy dolarów. Gdy wydawało się, iż dobito już targu, Sollozzo wbił nóż w dłoń Luki pozostawionej na stole, Bruno przytrzymywał drugą dłoń, a trzeci mafioso zakradł się z tyłu dusząc go garotą. Sollozo przez długi czas utrzymywał rodzinę Corleone w nieświadomości. Santino martwił się, iż jeśli Luca zdradził rodzinę to przegrają wojnę. Wówczas przyszedł do niego jednak sycylijski telegram – ryba z uciętą głową oraz kamizelka kuloodporna Luki, którą miał na sobie. Miało to oznaczać, iż Luca śpi z rybkami, tj. nie żyje.